# باز آهنی‌رنگ
باز آهنی‌رنگ یا سارگپه آهنی‌رنگ (نام علمی: Buteo regalis) نام یک گونه از سرده سارگپه است.